# Phyllagathis tonkinensis
Phyllagathis tonkinensis är en tvåhjärtbladig växtart som först beskrevs av Célestin Alfred Cogniaux, och fick sitt nu gällande namn av Otto Stapf. Phyllagathis tonkinensis ingår i släktet Phyllagathis och familjen Melastomataceae. Inga underarter finns listade i Catalogue of Life.